# Эверс, Лоренц
Лоренц Эверс (нем. Lorenz Ferdinand Ewers; 1742—1830) — профессор Дерптского университета, доктор философии.

## Биография
Родился в Швеции, в Карлскруне 7 февраля 1742 года[по какому календарю?]. Получил первоначальное домашнее образование, в 1760 году поступил в гимназию в Кальмаре, с 1762 года в течение двух лет обучался на богословском факультете университета в Грейфсвальде (Шведская Померания). После защиты диссертации «An Character Codicis S. Неbraеі primaevus ab Esdra sit mutatus» (Gryphiae, 1764), в течение года он был учителем в доме барона Шульца фон Ашерадена, а затем ещё один год посещал Грейсфальдский университет. В 1770 году после защиты второй диссертации: «De genuina obligationis notione, vindicias definitionis Leibnizio — Wolfianae sistens» (Gryphiae, 1770) он получил степень доктора философии.
Некоторое время он занимался преподавательской деятельностью в Штральзунде, в 1774 году стал читать лекции в Грейфсвальде, в 1776 году переехал в Дерпт, где занял место ректора в городской школе. В декабре 1800 года он принял предложение занять кафедру догматики и нравственного богословия в Дерптском университете, который должен был открыться в январе 1801 года. Ещё до открытия университета, 7 февраля 1802 года он был избран в проректоры. В день торжественного открытия университета (21 апреля 1802 г.) он произнёс от имени профессоров ответную речь на приветствие одного из кураторов, графа Мантейфеля.
По слабому здоровью 1 августа 1802 года он отказался от должности проректора, продолжая занимать кафедру догматики и нравственного богословия до 1824 года. Среди представителей тогдашнего богословского факультета, бывших сторонниками рационалистического направления, господствовавшего тогда в Германии, он один отличался строго ортодоксальным направлением и глубокой религиозностью: «Патриарх среди тогдашнего профессорского круга по своим летам, Эверс пользовался всеобщим уважением, и на этой именно почве симпатии и бесспорного нравственного авторитета маститого дерптского профессора того времени возникло известное посвящённое ему стихотворение В. А. Жуковского «Старцу Эверсу» (1815), с которым поэт в свою бытность в Дерпте познакомился лично и которого в одном письме к А. И. Тургеневу (от 31 октября 1810 г.) называл святым».
Умер в Дерпте 2 (14) мая 1830 года.